# دورة ويلسون

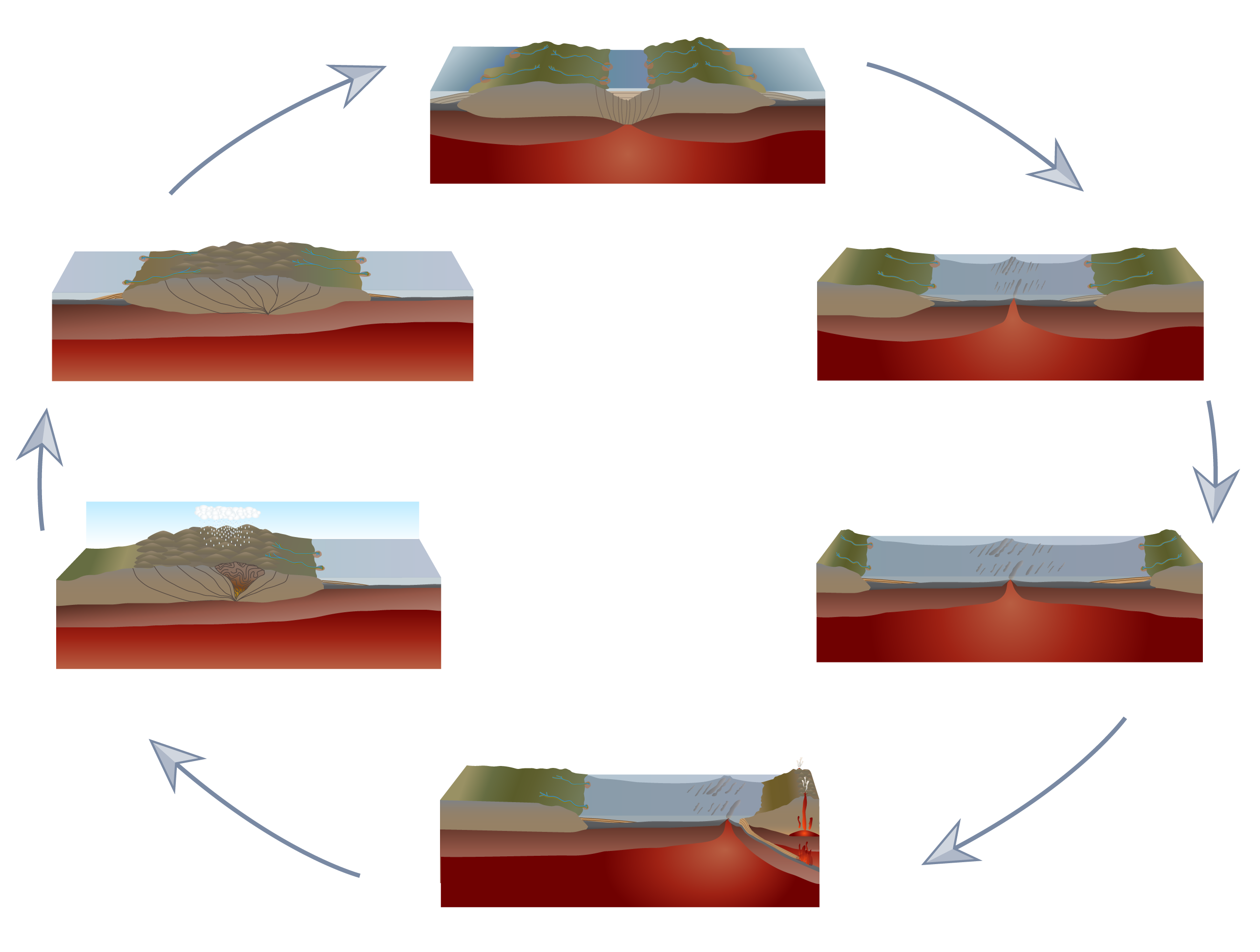
مراحل دورة ويلسون. من الساعة العاشرة في اتجاه عقارب الساعة: (10) الامتداد الأولي قبل الانجراف، (12) مرحلة الصعود إلى الانجراف، الافتتاح الأولي لحوض محيطي، (2 و 4) انتشار قاع البحر، توسيع الحوض، (6) تحريض الغلاف الصخري المحيطي، إغلاق الحوض، (8) تصادم قارة-قارة.

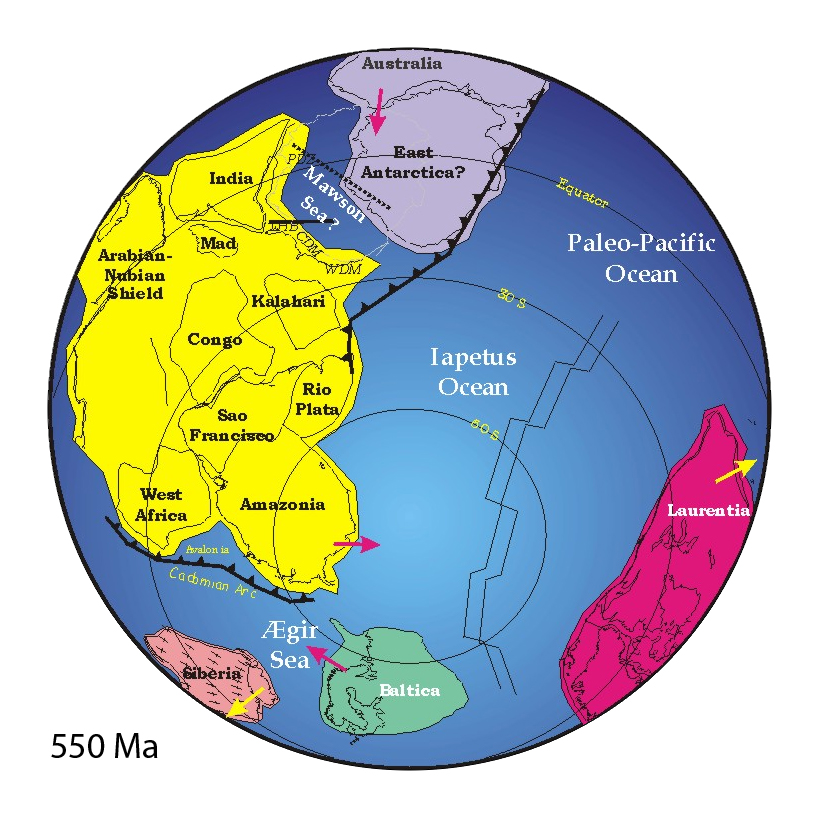
إعادة بناء محيط ايبتوس في 550 مليون سنة. كان المحيط ايبتوس مقدمة للمحيط الأطلسي الحديث. انفتح في أواخر حقبة الطلائع الحديثة وانغلق في أوائل العصر الباليوزويك.

دورة ويلسون هو نموذج لتفكيك الصدع القاري لقارة والمؤدي إلى تشكيل حوض محيطي بين طبقتي القشرة الأرضية. ثم يتبع الفصل بين الصفيحتين تقارب الذي يؤدي إلى إغلاق حوض المحيط، وفي نهاية المطاف إلى تصادم الكتلتين القاريتين. تم تسمية النموذج باسم المنشئ جون توزو ويلسون. تم تقديم مصطلح «دورة ويلسون» في عام 1974 بواسطة كيفن بيرك، الذي كان زميلًا وصديقًا لجون توزو ويلسون.
وقد أشير إلى أن دورات ويلسون على الأرض بدأت قبل حوالي 3 مليار سنة (3 بليون سنة) في حقبة الحياة القديمة من تاريخ الأرض.
دورة ويلسون ليست هي نفسها دورة القارة العظمى، والتي هي تفكك قارة كبرى وتطوير أخرى وتحدث على نطاق عالمي. نادرا ما تتزامن دورة ويلسون مع توقيت دورة القارة العظمى. ومع ذلك، فقد شاركت كل من دورات القارات العملاقة ودورات ويلسون في إنشاء بانجيا ورودينيا.